# Ȉ
Ȉ (gemenform: ȉ) är den latinska bokstaven I med en dubbel grav accent. Ȉ används när serbiska, kroatiska och slovenska skrivs fonetiskt för att indikera ett I med en kort fallande ton.